# Berlin-Tempelhof
Ne doit pas être confondu avec aéroport de Berlin-Tempelhof.
Berlin-Tempelhof [ˈtɛmpl̩hoːf]  est un quartier de Berlin, faisant partie de l'arrondissement de Tempelhof-Schöneberg. Jusqu'à la réforme de l'administration de 2001, il constituait l'ancien district de Tempelhof, réunissant des quartiers plus petits tels que Mariendorf, Marienfelde, Lichtenrade et Tempelhof. Pendant la séparation de la ville, ce district faisait alors partie de Berlin-Ouest. Par cette réforme, il fusionna avec le district de Schöneberg pour former l'arrondissement actuel.
Le nom de Tempelhof (« cour au Temple ») vient de l'ordre du Temple.

## Population
Le quartier comptait 61 802 habitants le 1er janvier 2017 selon le registre des déclarations domiciliaires, c'est-à-dire 5 066 hab./km2.

## Lieux
- ufaFabrik
- Aéroport de Berlin-Tempelhof
- Platz der Luftbrücke
- Tempelhof Studios

## Villes jumelées
- Amstelveen (Pays-Bas), depuis 1957
- Werra-Meißner-Kreis (Allemagne), depuis 1957
- arrondissement de Paderborn (Allemagne), depuis 1962
- Bad Kreuznach (Allemagne), depuis 1964
- Ahlen (Allemagne), depuis 1964
- Penzberg (Allemagne), depuis 1964
- Wuppertal (Allemagne), depuis 1964
- Nahariya (Israël), depuis 1970
- Teltow (Allemagne), depuis 1991
- Koszalin (Pologne), depuis 1995
- Charleston, Caroline du Sud, États-Unis.
- Charenton-le-Pont (France),